# Remo nos Jogos Pan-Americanos de 2019 - Skiff quádruplo masculino
A competição do skiff quádruplo masculino foi um dos eventos do remo nos Jogos Pan-Americanos de 2019. Foi disputada no Albufera Medio Mundo em Huacho nos dias 7 e 9 de agosto.

## Calendário
Horário local (UTC-5).
| Data        | Horário | Fase          |
| ----------- | ------- | ------------- |
| 7 de agosto | 9:40    | Eliminatórias |
| 9 de agosto | 10:10   | Final         |

## Medalhistas
|  | ARG Argentina                                           |  | CUB Cuba                                                  |  | MEX México                                                |
|  | Brian Rosso Ariel Suarez Rodrigo Murillo Cristian Rosso |  | Jorge Patterson Reidy Cardona Boris Guerra Adrian Oquendo |  | Hugo Carpio Jordy Gutiérrez Diego Sánchez Miguel Carballo |

## Resultados

### Eliminatórias
| Pos. | Remador                                                        | Nacionalidade | Tempo   | Notas |
| ---- | -------------------------------------------------------------- | ------------- | ------- | ----- |
| 1    | Bruno Cetraro Martin Gonzalez Marcos Sarraute Leandro Sauvagno | URU Uruguai   | 6:17.61 | F     |
| 2    | Hugo Carpio Jorge Gutierrez Diego Sánchez Miguel Carballo      | MEX México    | 6:18.92 | F     |
| 3    | Brian Rosso Ariel Suarez Rodrigo Murillo Cristian Rosso        | ARG Argentina | 6:36.78 | F     |
| 4    | Jorge Patterson Reidy Cardona Boris Guerra Adrian Oquendo      | CUB Cuba      | 7:01.65 | F     |
| 5    | Uncas Batista Evaldo Becker Ailson Eráclito Lucas Verthein     | BRA Brasil    | DNS     |       |

### Final
| Pos.              | Remador                                                        | Nacionalidade | Tempo   | Notas |
| ----------------- | -------------------------------------------------------------- | ------------- | ------- | ----- |
| 1                 | Bruno Cetraro Martin Gonzalez Marcos Sarraute Leandro Sauvagno | URU Uruguai   | 5:50.68 | DPG a |
| Medalha de ouro   | Brian Rosso Ariel Suarez Rodrigo Murillo Cristian Rosso        | ARG Argentina | 5:50.75 |       |
| Medalha de prata  | Jorge Patterson Reidy Cardona Boris Guerra Adrian Oquendo      | CUB Cuba      | 5:52.74 |       |
| Medalha de bronze | Hugo Carpio Jordy Gutiérrez Diego Sánchez Miguel Carballo      | MEX México    | 5:53.85 |       |

- a  Marcos Sarraute, do Uruguai, perdeu a medalha de ouro por violação de doping. De tal maneira, a equipe uruguaia foi eliminada da competição [3]